# Rhombognathides merrimani
Rhombognathides merrimani är en kvalsterart som beskrevs av Newell 1947. Rhombognathides merrimani ingår i släktet Rhombognathides och familjen Halacaridae. Arten är reproducerande i Sverige. Inga underarter finns listade i Catalogue of Life.